# 뤄훙정
뤄훙정(중국어: 羅宏正, 한자음: 뤄훙정, 1989년 7월 26일 ~ )는 타이완의 배우이자 가수이다.